# Ala-Luotojärvi
Ala-Luotojärvi är en sjö i Finland. Den ligger i kommunen Nyslott i landskapet Södra Savolax, i den sydöstra delen av landet, 300 km nordost om huvudstaden Helsingfors. Ala-Luotojärvi ligger 78,3 meter över havet. I omgivningarna runt Ala-Luotojärvi växer i huvudsak blandskog. Arean är 3,9 kvadratkilometer och strandlinjen är 28,88 kilometer lång. Sjön  ingår i Vuoksens huvudavrinningsområde. 